# Happy (Pharrell Williams)
Happy is een nummer van Pharrell Williams uit 2013. Het nummer is afkomstig van de soundtrack van de computeranimatiefilm Despicable Me 2. In de week van 10 augustus 2013 was de single 3FM Megahit. Happy werd een internationale wereldhit en groeide uit tot het meest succesvolle nummer in de geschiedenis van de Nederlandse Top 40, gebaseerd op het totale puntenaantal. Happy nam dit record over van Somebody That I Used to Know van Gotye en Kimbra. Ook is het de langst genoteerde hit ooit in de Top 40. Dat record werd overgenomen van Huilen is voor jou te laat van Corry en de Rekels.
Bij het nummer verscheen op internet een videoclip die 24 uur duurt. De creative director van deze videoclip is Yoann Lemoine, beter bekend als Woodkid. Na elke 4 minuten begint het nummer opnieuw te spelen. De videoclip bestaat uit 360 segmenten.  De videoclip werd gepubliceerd via de website 24hoursofhappy.com, onder de noemer: "the world's first 24 hour music video" en bevat een aantal cameo's.
YouTubegebruikers uit verschillende steden uit de hele wereld dansten op het lied en uploadden de filmpjes daarvan op internet. In mei 2014 waren er 1500 van dergelijke filmpjes geplaatst. De makers van een filmpje uit Teheran werden vervolgd en kregen een voorwaardelijke straf.
In 2014 werd het nummer op initiatief van het radiostation 100% NL vertaald naar het Nederlands, in het kader van een project om verschillende internationale hits te vernederlandsen. Dit leidde tot het nummer Ik heb iets, gezongen door Charly Luske.

## Hitnoteringen

### Nederlandse Top 40
| Hitnotering: 17-08-2013 t/m 19-07-2014 | Hitnotering: 17-08-2013 t/m 19-07-2014 | Hitnotering: 17-08-2013 t/m 19-07-2014 | Hitnotering: 17-08-2013 t/m 19-07-2014 | Hitnotering: 17-08-2013 t/m 19-07-2014 | Hitnotering: 17-08-2013 t/m 19-07-2014 | Hitnotering: 17-08-2013 t/m 19-07-2014 | Hitnotering: 17-08-2013 t/m 19-07-2014 | Hitnotering: 17-08-2013 t/m 19-07-2014 | Hitnotering: 17-08-2013 t/m 19-07-2014 | Hitnotering: 17-08-2013 t/m 19-07-2014 | Hitnotering: 17-08-2013 t/m 19-07-2014 | Hitnotering: 17-08-2013 t/m 19-07-2014 | Hitnotering: 17-08-2013 t/m 19-07-2014 | Hitnotering: 17-08-2013 t/m 19-07-2014 | Hitnotering: 17-08-2013 t/m 19-07-2014 | Hitnotering: 17-08-2013 t/m 19-07-2014 | Hitnotering: 17-08-2013 t/m 19-07-2014 | Hitnotering: 17-08-2013 t/m 19-07-2014 | Hitnotering: 17-08-2013 t/m 19-07-2014 | Hitnotering: 17-08-2013 t/m 19-07-2014 | Hitnotering: 17-08-2013 t/m 19-07-2014 | Hitnotering: 17-08-2013 t/m 19-07-2014 | Hitnotering: 17-08-2013 t/m 19-07-2014 | Hitnotering: 17-08-2013 t/m 19-07-2014 | Hitnotering: 17-08-2013 t/m 19-07-2014 |
| Week:                                  | 1                                      | 2                                      | 3                                      | 4                                      | 5                                      | 6                                      | 7                                      | 8                                      | 9                                      | 10                                     | 11                                     | 12                                     | 13                                     | 14                                     | 15                                     | 16                                     | 17                                     | 18                                     | 19                                     | 20                                     | 21                                     | 22                                     | 23                                     | 24                                     | 25                                     |
| -------------------------------------- | -------------------------------------- | -------------------------------------- | -------------------------------------- | -------------------------------------- | -------------------------------------- | -------------------------------------- | -------------------------------------- | -------------------------------------- | -------------------------------------- | -------------------------------------- | -------------------------------------- | -------------------------------------- | -------------------------------------- | -------------------------------------- | -------------------------------------- | -------------------------------------- | -------------------------------------- | -------------------------------------- | -------------------------------------- | -------------------------------------- | -------------------------------------- | -------------------------------------- | -------------------------------------- | -------------------------------------- | -------------------------------------- |
| Positie:                               | 18                                     | 15                                     | 15                                     | 11                                     | 9                                      | 11                                     | 10                                     | 10                                     | 3                                      | 1                                      | 1                                      | 2                                      | 2                                      | 2                                      | 2                                      | 2                                      | 2                                      | 1                                      | 1                                      | 4                                      | 4                                      | 4                                      | 2                                      | 2                                      | 3                                      |
| Week:                                  | 26                                     | 27                                     | 28                                     | 29                                     | 30                                     | 31                                     | 32                                     | 33                                     | 34                                     | 35                                     | 36                                     | 37                                     | 38                                     | 39                                     | 40                                     | 41                                     | 42                                     | 43                                     | 44                                     | 45                                     | 46                                     | 47                                     | 48                                     | 49                                     |                                        |
| Positie:                               | 4                                      | 5                                      | 5                                      | 8                                      | 11                                     | 11                                     | 11                                     | 11                                     | 11                                     | 12                                     | 8                                      | 9                                      | 11                                     | 14                                     | 15                                     | 22                                     | 25                                     | 26                                     | 30                                     | 30                                     | 35                                     | 36                                     | 36                                     | 37                                     | uit                                    |

### NederlandseSingle Top 100
| Hitnotering: 10-08-2013 t/m 29-08-2015 | Hitnotering: 10-08-2013 t/m 29-08-2015 | Hitnotering: 10-08-2013 t/m 29-08-2015 | Hitnotering: 10-08-2013 t/m 29-08-2015 | Hitnotering: 10-08-2013 t/m 29-08-2015 | Hitnotering: 10-08-2013 t/m 29-08-2015 | Hitnotering: 10-08-2013 t/m 29-08-2015 | Hitnotering: 10-08-2013 t/m 29-08-2015 | Hitnotering: 10-08-2013 t/m 29-08-2015 | Hitnotering: 10-08-2013 t/m 29-08-2015 | Hitnotering: 10-08-2013 t/m 29-08-2015 | Hitnotering: 10-08-2013 t/m 29-08-2015 | Hitnotering: 10-08-2013 t/m 29-08-2015 | Hitnotering: 10-08-2013 t/m 29-08-2015 | Hitnotering: 10-08-2013 t/m 29-08-2015 | Hitnotering: 10-08-2013 t/m 29-08-2015 | Hitnotering: 10-08-2013 t/m 29-08-2015 | Hitnotering: 10-08-2013 t/m 29-08-2015 | Hitnotering: 10-08-2013 t/m 29-08-2015 | Hitnotering: 10-08-2013 t/m 29-08-2015 | Hitnotering: 10-08-2013 t/m 29-08-2015 | Hitnotering: 10-08-2013 t/m 29-08-2015 | Hitnotering: 10-08-2013 t/m 29-08-2015 |
| Week:                                  | 1                                      | 2                                      | 3                                      | 4                                      | 5                                      | 6                                      | 7                                      | 8                                      | 9                                      | 10                                     | 11                                     | 12                                     | 13                                     | 14                                     | 15                                     | 16                                     | 17                                     | 18                                     | 19                                     | 20                                     | 21                                     | 22                                     |
| -------------------------------------- | -------------------------------------- | -------------------------------------- | -------------------------------------- | -------------------------------------- | -------------------------------------- | -------------------------------------- | -------------------------------------- | -------------------------------------- | -------------------------------------- | -------------------------------------- | -------------------------------------- | -------------------------------------- | -------------------------------------- | -------------------------------------- | -------------------------------------- | -------------------------------------- | -------------------------------------- | -------------------------------------- | -------------------------------------- | -------------------------------------- | -------------------------------------- | -------------------------------------- |
| Positie:                               | 31                                     | 17                                     | 13                                     | 15                                     | 8                                      | 12                                     | 11                                     | 11                                     | 8                                      | 2                                      | 1                                      | 3                                      | 1                                      | 1                                      | 2                                      | 4                                      | 2                                      | 1                                      | 4                                      | 6                                      | 7                                      | 1                                      |
| Week:                                  | 23                                     | 24                                     | 25                                     | 26                                     | 27                                     | 28                                     | 29                                     | 30                                     | 31                                     | 32                                     | 33                                     | 34                                     | 35                                     | 36                                     | 37                                     | 38                                     | 39                                     | 40                                     | 41                                     | 42                                     | 43                                     | 44                                     |
| Positie:                               | 1                                      | 2                                      | 2                                      | 4                                      | 2                                      | 3                                      | 4                                      | 5                                      | 4                                      | 4                                      | 7                                      | 8                                      | 7                                      | 4                                      | 1                                      | 2                                      | 3                                      | 8                                      | 6                                      | 7                                      | 2                                      | 8                                      |
| Week:                                  | 45                                     | 46                                     | 47                                     | 48                                     | 49                                     | 50                                     | 51                                     | 52                                     | 53                                     | 54                                     | 55                                     | 56                                     | 57                                     | 58                                     | 59                                     | 60                                     | 61                                     | 62                                     | 63                                     | 64                                     | 65                                     | 66                                     |
| Positie:                               | 9                                      | 12                                     | 14                                     | 16                                     | 17                                     | 13                                     | 16                                     | 17                                     | 21                                     | 23                                     | 24                                     | 27                                     | 27                                     | 32                                     | 39                                     | 15                                     | 17                                     | 29                                     | 34                                     | 34                                     | 37                                     | 40                                     |
| Week:                                  | 67                                     | 68                                     | 69                                     | 70                                     | 71                                     | 72                                     | 73                                     | 74                                     | 75                                     | 76                                     | 77                                     | 78                                     | 79                                     | 80                                     | 81                                     | 82                                     | 83                                     | 84                                     | 85                                     | 86                                     | 87                                     | 88                                     |
| Positie:                               | 45                                     | 54                                     | 53                                     | 57                                     | 58                                     | 66                                     | 63                                     | 31                                     | 43                                     | 55                                     | 57                                     | 55                                     | 60                                     | 67                                     | 63                                     | 59                                     | 61                                     | 68                                     | 72                                     | 75                                     | 76                                     | 65                                     |
| Week:                                  | 89                                     | 90                                     | 91                                     | 92                                     | 93                                     | 94                                     | 95                                     | 96                                     | 97                                     | 98                                     | 99                                     | 100                                    | 101                                    | 102                                    | 103                                    | 104                                    | 105                                    | 106                                    | 107                                    | 108                                    |                                        |                                        |
| Positie:                               | 83                                     | 85                                     | 75                                     | 86                                     | 86                                     | 91                                     | 85                                     | 82                                     | 78                                     | 76                                     | 80                                     | 81                                     | 77                                     | 80                                     | 86                                     | 82                                     | 92                                     | 86                                     | 90                                     | 94                                     | uit                                    |                                        |

### VlaamseUltratop 50
| Hitnotering: (week 1 t/m 49) 30-11-2013 t/m 01-11-2014 Hitnotering: (week 50 t/m 59) 29-11-2014 t/m 31-01-2015 Hitnotering: (week 60) 21-02-2015 | Hitnotering: (week 1 t/m 49) 30-11-2013 t/m 01-11-2014 Hitnotering: (week 50 t/m 59) 29-11-2014 t/m 31-01-2015 Hitnotering: (week 60) 21-02-2015 | Hitnotering: (week 1 t/m 49) 30-11-2013 t/m 01-11-2014 Hitnotering: (week 50 t/m 59) 29-11-2014 t/m 31-01-2015 Hitnotering: (week 60) 21-02-2015 | Hitnotering: (week 1 t/m 49) 30-11-2013 t/m 01-11-2014 Hitnotering: (week 50 t/m 59) 29-11-2014 t/m 31-01-2015 Hitnotering: (week 60) 21-02-2015 | Hitnotering: (week 1 t/m 49) 30-11-2013 t/m 01-11-2014 Hitnotering: (week 50 t/m 59) 29-11-2014 t/m 31-01-2015 Hitnotering: (week 60) 21-02-2015 | Hitnotering: (week 1 t/m 49) 30-11-2013 t/m 01-11-2014 Hitnotering: (week 50 t/m 59) 29-11-2014 t/m 31-01-2015 Hitnotering: (week 60) 21-02-2015 | Hitnotering: (week 1 t/m 49) 30-11-2013 t/m 01-11-2014 Hitnotering: (week 50 t/m 59) 29-11-2014 t/m 31-01-2015 Hitnotering: (week 60) 21-02-2015 | Hitnotering: (week 1 t/m 49) 30-11-2013 t/m 01-11-2014 Hitnotering: (week 50 t/m 59) 29-11-2014 t/m 31-01-2015 Hitnotering: (week 60) 21-02-2015 | Hitnotering: (week 1 t/m 49) 30-11-2013 t/m 01-11-2014 Hitnotering: (week 50 t/m 59) 29-11-2014 t/m 31-01-2015 Hitnotering: (week 60) 21-02-2015 | Hitnotering: (week 1 t/m 49) 30-11-2013 t/m 01-11-2014 Hitnotering: (week 50 t/m 59) 29-11-2014 t/m 31-01-2015 Hitnotering: (week 60) 21-02-2015 | Hitnotering: (week 1 t/m 49) 30-11-2013 t/m 01-11-2014 Hitnotering: (week 50 t/m 59) 29-11-2014 t/m 31-01-2015 Hitnotering: (week 60) 21-02-2015 | Hitnotering: (week 1 t/m 49) 30-11-2013 t/m 01-11-2014 Hitnotering: (week 50 t/m 59) 29-11-2014 t/m 31-01-2015 Hitnotering: (week 60) 21-02-2015 | Hitnotering: (week 1 t/m 49) 30-11-2013 t/m 01-11-2014 Hitnotering: (week 50 t/m 59) 29-11-2014 t/m 31-01-2015 Hitnotering: (week 60) 21-02-2015 | Hitnotering: (week 1 t/m 49) 30-11-2013 t/m 01-11-2014 Hitnotering: (week 50 t/m 59) 29-11-2014 t/m 31-01-2015 Hitnotering: (week 60) 21-02-2015 | Hitnotering: (week 1 t/m 49) 30-11-2013 t/m 01-11-2014 Hitnotering: (week 50 t/m 59) 29-11-2014 t/m 31-01-2015 Hitnotering: (week 60) 21-02-2015 | Hitnotering: (week 1 t/m 49) 30-11-2013 t/m 01-11-2014 Hitnotering: (week 50 t/m 59) 29-11-2014 t/m 31-01-2015 Hitnotering: (week 60) 21-02-2015 | Hitnotering: (week 1 t/m 49) 30-11-2013 t/m 01-11-2014 Hitnotering: (week 50 t/m 59) 29-11-2014 t/m 31-01-2015 Hitnotering: (week 60) 21-02-2015 | Hitnotering: (week 1 t/m 49) 30-11-2013 t/m 01-11-2014 Hitnotering: (week 50 t/m 59) 29-11-2014 t/m 31-01-2015 Hitnotering: (week 60) 21-02-2015 | Hitnotering: (week 1 t/m 49) 30-11-2013 t/m 01-11-2014 Hitnotering: (week 50 t/m 59) 29-11-2014 t/m 31-01-2015 Hitnotering: (week 60) 21-02-2015 | Hitnotering: (week 1 t/m 49) 30-11-2013 t/m 01-11-2014 Hitnotering: (week 50 t/m 59) 29-11-2014 t/m 31-01-2015 Hitnotering: (week 60) 21-02-2015 | Hitnotering: (week 1 t/m 49) 30-11-2013 t/m 01-11-2014 Hitnotering: (week 50 t/m 59) 29-11-2014 t/m 31-01-2015 Hitnotering: (week 60) 21-02-2015 | Hitnotering: (week 1 t/m 49) 30-11-2013 t/m 01-11-2014 Hitnotering: (week 50 t/m 59) 29-11-2014 t/m 31-01-2015 Hitnotering: (week 60) 21-02-2015 |
| Week: | 1 | 2 | 3 | 4 | 5 | 6 | 7 | 8 | 9 | 10 | 11 | 12 | 13 | 14 | 15 | 16 | 17 | 18 | 19 | 20 | 21 |
| --- | --- | --- | --- | --- | --- | --- | --- | --- | --- | --- | --- | --- | --- | --- | --- | --- | --- | --- | --- | --- | --- |
| Positie: | 33 | 31 | 13 | 9 | 10 | 2 | 1 | 2 | 1 | 2 | 1 | 1 | 1 | 2 | 3 | 1 | 2 | 1 | 1 | 5 | 4 |
| Week: | 22 | 23 | 24 | 25 | 26 | 27 | 28 | 29 | 30 | 31 | 32 | 33 | 34 | 35 | 36 | 37 | 38 | 39 | 40 | 41 | 42 |
| Positie: | 4 | 3 | 7 | 11 | 14 | 9 | 5 | 10 | 14 | 16 | 19 | 26 | 23 | 20 | 17 | 25 | 30 | 31 | 30 | 28 | 31 |
| Week: | 43 | 44 | 45 | 46 | 47 | 48 | 49 | | 50 | 51 | 52 | 53 | 54 | 55 | 56 | 57 | 58 | 59 | | 60 | |
| Positie: | 33 | 40 | 27 | 40 | 50 | 43 | 39 | uit | 47 | 29 | 40 | 43 | 48 | 22 | 20 | 30 | 37 | 48 | uit | 49 | uit |

### VlaamseRadio 2 Top 30
| Positie: | 16 | 4  | 1  | 2  | 1  | 1  | 1  | 1  | 1  | 1  | 1  | 1  | 1   | 2 |
| Week:    | 15 | 16 | 17 | 18 | 19 | 20 | 21 | 22 | 23 | 24 | 25 | 26 |     |   |
| Positie: | 2  | 3  | 3  | 4  | 7  | 9  | 10 | 14 | 16 | 23 | 28 | 30 | uit |   |

### NPO Radio 2 Top 2000
| Nummer met noteringen in de NPO Radio 2 Top 2000 | '13 | '14 | '15 | '16 | '17 | '18 | '19 | '20 | '21 | '22 | '23 | '24  |
| ------------------------------------------------ | --- | --- | --- | --- | --- | --- | --- | --- | --- | --- | --- | ---- |
| Happy                                            | 587 | 25  | 111 | 159 | 226 | 378 | 474 | 652 | 712 | 876 | 933 | 1206 |

1. ↑  Een vetgedrukt getal geeft de hoogste notering aan.
2. ↑  2013 was het eerste jaar met een notering voor dit nummer.

## Releasedata
| Land                | Releasedatum     | Formaat        | Label          |
| ------------------- | ---------------- | -------------- | -------------- |
| Wereldwijd          | 22 mei 2013      | streaming      |                |
| Australië           | 21 november 2013 | muziekdownload | Back Lot Music |
| België              | 21 november 2013 | muziekdownload | Back Lot Music |
| Canada              | 21 november 2013 | muziekdownload | Back Lot Music |
| Denemarken          | 21 november 2013 | muziekdownload | Back Lot Music |
| Duitsland           | 21 november 2013 | muziekdownload | Back Lot Music |
| Finland             | 21 november 2013 | muziekdownload | Back Lot Music |
| Frankrijk           | 21 november 2013 | muziekdownload | Back Lot Music |
| Griekenland         | 21 november 2013 | muziekdownload | Back Lot Music |
| Italië              | 21 november 2013 | muziekdownload | Back Lot Music |
| Japan               | 21 november 2013 | muziekdownload | Back Lot Music |
| Nederland           | 21 november 2013 | muziekdownload | Back Lot Music |
| Nieuw-Zeeland       | 21 november 2013 | muziekdownload | Back Lot Music |
| Noorwegen           | 21 november 2013 | muziekdownload | Back Lot Music |
| Oostenrijk          | 21 november 2013 | muziekdownload | Back Lot Music |
| Spanje              | 21 november 2013 | muziekdownload | Back Lot Music |
| Verenigd Koninkrijk | 21 november 2013 | muziekdownload | Back Lot Music |
| Verenigde Staten    | 21 november 2013 | muziekdownload | Back Lot Music |
| Zweden              | 21 november 2013 | muziekdownload | Back Lot Music |